# روبرت ماكليلاند
روبرت ماكليلاند (بالإنجليزية: Robert McClelland (American politician)) (و. 1807 – 1880 م) هو سياسي، ومحام من الولايات المتحدة الأمريكية .